# まる子だった
『まる子だった』は、漫画家・さくらももこが小学生時代のエピソードを中心に綴ったエッセイ『あのころ』三部作の第二作。1997年9月に集英社から刊行され、のちに2005年3月25日に集英社文庫により文庫化。文庫版には「巻末お楽しみ対談」と題した、さくらももこと糸井重里による対談が収録されている。なお、企画段階では『ゆめばかり』のタイトルで検討されていた。

## 収録内容
「うわの空」の詳細
授業中いつもうわの空で過ごしていたさくらが、授業参観に来た母親の見ている前で恥をかいた話。
自分の部屋が欲しい
子供時代に同じ部屋で寝起きしていたさくらと姉が、ある日お互いに自分の部屋が欲しくなった時の話。
大地震の噂
さくらの幼い頃から地元で噂されてきた、遠州灘沖と東海沖の2つの大きな地震の噂について。
文通をする
小学生時代のある年に文通に興味を持ったさくらが、数人の女の子とやり取りした手紙の話。
犬を拾う
小学3年生の頃のクラスメイトに拾われた仔犬と、さくらたち数人の生徒との交流。
ラジオ体操
夏休みの早朝に子どもたちが参加するラジオ体操に、渋々参加するさくらと機嫌が悪い母とのやり取り。
七夕祭り
祭り好きなさくらが、小学生の頃に出かけた七夕祭りの思い出。
休みたがり屋
時には仮病を使うほど学校を休みたがっていたさくらが、本当に風邪をひいて休んだ話や法事で休んだ時の話。
誕生パーティーをひらく
9歳の誕生日を迎えるさくらが、自宅に友達を集めてパーティーをした話。
親の離婚話の思い出
さくらが小学3年生の頃に起きた、両親の離婚危機。
腹痛の恐怖
学校のトイレではウンコをしない主義だったさくらが、授業中に腹痛に襲われた話。
はまじとの噂
さくらとクラスメイトのはまじが、数人の男子から「二人とも面白い者同士でお似合いだから結婚しろ」とからかわれた時の話。
教会へ通う
子供の頃毎週日曜日に近くの教会に通っていたさくらが、同じく通っていた同年代の子たちとのキャンプやクリスマスの劇の話。
友達に英会話を習う
中学生の頃英会話を学びたいと思ったさくらが、英語が得意なお金持ちのクラスメイトから教わった話。
ノストラダムスの大予言
日本中でノストラダムスの大予言が話題となり、さくらがその予言に恐れおののいた話。
モモエちゃんのコンサート
さくらが小学5年生の秋頃、清水の市民会館で開かれたモモエちゃん（山口百恵）のコンサートを友人と見に行った話。
家庭内クリスマス
毎年自宅で家族と共に祝うクリスマスについて今ひとつ盛り上がりに欠けると感じていたさくらの、ある年のクリスマスの話。
あとがき
1997年1月に集英社から本作「まる子だった」の執筆依頼を受けてから完成までの約半年間の様子。

### 文庫版
文庫版には上記の内容に加え、以下のおまけがある。
巻末お楽しみ対談・糸井重里+さくらももこ
タバコにまつわる話、十年ごとの節目の誕生日の過ごし方、お互いが感動した漫画・ドラマ・ドキュメンタリー作品について、お互いの仕事についてなど。

## 書誌情報
- 単行本：1997年09月発売、集英社、ISBN 978-4-08-775228-1
- 文庫本：2005年03月25日発売、集英社文庫、ISBN 978-4-08-747796-2
  - 装画・さくらももこ、デザイン及び本文デザイン・祖父江慎＋吉岡秀典（cozfish）